# Saint-Gengoux-de-Scissé
Saint-Gengoux-de-Scissé är en kommun i departementet Saône-et-Loire i regionen Bourgogne-Franche-Comté i östra Frankrike. Kommunen ligger i kantonen Lugny som tillhör arrondissementet Mâcon. År 2022 hade Saint-Gengoux-de-Scissé 593 invånare.

## Befolkningsutveckling
Antalet invånare i kommunen Saint-Gengoux-de-Scissé
| Referens: INSEE |